# Maria Antònia Pujol i Subirà

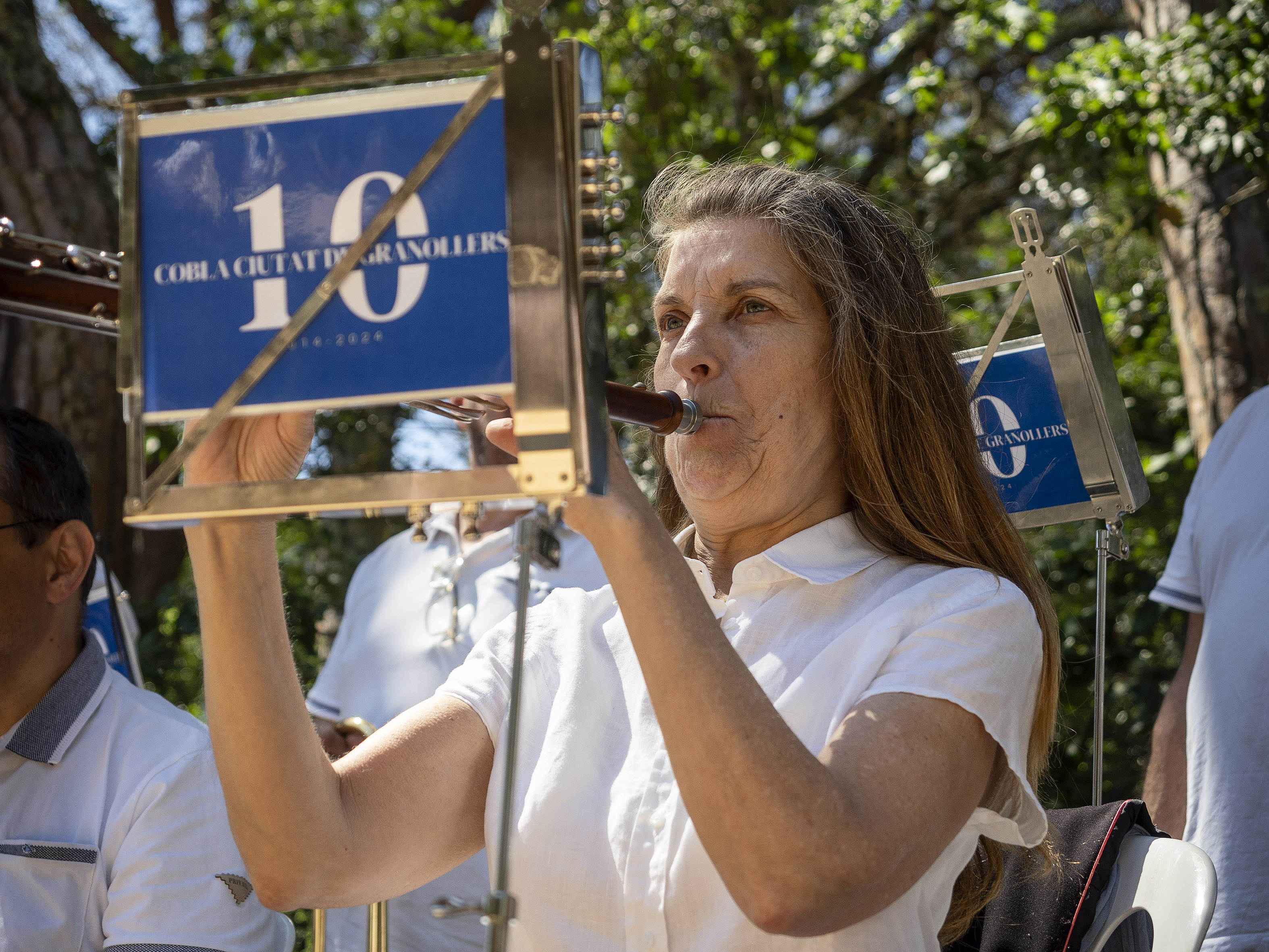
Maria Antònia Pujol en una actuació amb la cobla Ciutat de Granollers

Maria Antònia Pujol i Subirà (12 d'agost de 1958) és una instrumentista de piano, tenora i cantant, nascuda a Gironella. És coneguda per ser la primera dona instrumentista de tenora titular d'una cobla durant l'època post-franquista (Cobla Bages- 1980-1989).
Maria Antònia Pujol i Subirà és una figura referent en la visibilització de la figura de la dona en el món de la cobla i de la música tradicional; així com en la pedagogia musical i la difusió de la música tradicional catalana, publicant nombrosos articles i realitzant diverses conferències al respecte.

## Trajectòria acadèmica
Va obtenir la diplomatura en professorat d'E.G.B en l'especialitat de ciències l'any 1979. L'any 2011 es llicencia en Pedagogia Musical, en l'especialitat d'instruments de la música tradicional a l'Escola Superior de Música de Catalunya. L'any 2017 es  doctora en Educació per la Universitat de Barcelona. L'any 2018 obté l'acreditació ANECA (Agència Nacional d'Evaluació de la Qualitat I Acreditació) com a Professora Ajudant de Doctor, com a Professora Contractada de Doctor i com a Professora d'Universitat Privada.
Al mateix any obté també l'acreditació per ser professora Lectora per l'Agència de Qualitat Universitària de Catalunya.
Ha exercit durant 10 cursos de professora col·laboradora de música de la Facultat de Ciències Socials de Manresa (UManresa-UVIC-Universitat Central de Catalunya) en el marc dels Estudis d'Educació Infantil. Sent en alguns cursos professora Tutora de Treballs de Fi de Grau.
Ha execit, també, de professora de música de la Universitat Internacional de La Rioja (UNIR), en el Grau de mestre en educació infantil en els curs 2018-2019.

## Trajectòria musical
Maria Antònia Pujol i Subirà s'inicia de ben petita amb els estudis de piano,  amb la professora de piano i cant, Maria Antònia Fígols, de Gironella. En casar-se, la seva professora va deixar d'exercir, i tots els seus alumnes van passar al mestratge de Montserrat Calveras.
De ben joveneta, amb 13 anys, per substitució de Montserrat Calveras s'obre pas al món de la direcció coral, dirigint diversos grups de caramelles del poble, i anys més tard dirigint el Cor de Clavé de Gironella.
D'altra banda, la seva professora Maria Antònia Fígols que tocava l'harmònium a missa li va passar el relleu a Maria Antònia Pujol en casar-se, i comença a donar-se a conèixer i a tocar l'harmonium en misses, batejos, comunions i casaments entre d'altres.
Maria Antònia Pujol defineix com un moment crucial en la seva carrera musical el moment en què va a escoltar, per primera vegada, un concert de la Polifònica de Puigreig. Comença a cantar a la Polifònica i uns anys més tard ocupa la posició de sotsdirectora i pianista en substitució de Josep Pons.
En iniciar els estudis a Barcelona, Joan Cuscó, instrumentista de bateria de l'orquestra Rosaleda, li proposa tocar un instrument de cobla, i d'aquesta manera es va endinsar en el mon de la cobla.
Ingressa a la Cobla Bages de 1980 fins a 1989, una formació que en aquell moment tenia molta activitat. Inicialment, participa exclusivament en les audicions de ballets de l'Esbart de Rubí. Un cop demostra la seva capacitat per aguantar aquestes exigències, comença a tocar sardanes com a tenora segona. La seva etapa en aquesta cobla s'allarga durant nou anys, consolidant-la com una peça clau de l'equip.
Posteriorment, forma part de la Cobla Pirineu durant una temporada i continua la seva trajectòria amb la Cobla Popular, on exerceix com a tenora primera durant quatre temporades. Després, s'incorpora a la Cobla Contemporània, on toca durant cinc temporades, realitzant una gran quantitat de bolos. Aquesta etapa finalitza amb un descans en la seva activitat, decidint no participar amb cap altra formació per un temps.
Finalment, entra a la Cobla Ciutat de Granollers l'any 2018.

## Premis i guardons[calcitació]
- Premi d'Honor de Rítmica i Paleografia. (2002)
- Menció Especial en Cultura Popular i Tradicional, projecte educatiu Requetetxec. Premis Ciutat de Barcelona. (2011)
- Premi d'Educació Musical AEMCAT - Trajectòries professionals. (2023)